# فرجام
فرجام در روانشناسی فرایندی است که در آن شخص نیاز به یافتن یک پاسخ قطعی و صریح به یک سؤال یا شرایط مبهم را دارد.

## پرهیز از فرجام‌خواهی
پرهیز از فرجام‌خواهی نقطه برعکس فرجام خواهی است که در آن شخص ترجیح می‌دهد تصمیم‌گیری یا قضاوت را به حالت تعلیق درآورد.